# Daniel Almeida
Daniel Gomes de Almeida, ou simplesmente Daniel Almeida (Mairi, 21 de janeiro de 1955), é um sindicalista e político brasileiro, atualmente Deputado Federal pelo Estado da Bahia, filiado ao PCdoB.
É o atual líder do partido na Câmara dos Deputados.

## Biografia
Iniciou no movimento estudantil no Centro Federal de Educação Tecnológica da Bahia, atual Instituto Federal da Bahia, onde fez o curso tecnólogo entre 1974 e 1977.
Graduou-se em História pela Universidade Norte do Paraná (UNOPAR), em 2014.
No movimento sindical, foi presidente do Sindicato da Indústria Têxtil de Salvador e Camaçari entre 1983 e 1989, sendo diretor deste sindicato desde 1989. Foi presidente do diretório da Central Única dos Trabalhadores (CUT) na Região Metropolitana de Salvador de 1993 a 1995. Integrou ainda o Conselho Municipal de Transportes de Salvador no período entre 1991 e 1998.
Seu primeiro cargo eletivo foi como vereador na capital baiana, eleito em 1988. Reelegeu-se em 1992, em 1996 e em 2000.
Durante este período tornou-se presidente do PCdoB na Bahia em 1998, cargo que exerceu até 2001 e para o qual retornou em 2009, permanecendo até 2015.

## Eleições
Candidatou-se ao Senado nas eleições de 1998, não sendo eleito.
Nas eleições de 2002, conquistou seu primeiro mandato de Deputado Federal, sendo novamente eleito em 2006, em 2010, em 2014, em 2018 e em 2022.
Foi candidato derrotado a prefeito de Simões Filho em 2004.
Na Câmara dos Deputados foi líder da bancada de seu partido entre 10 de Fevereiro de 2009 e 10 de Fevereiro de 2010, reassumindo o posto em 4 de fevereiro de 2016.
Foi o autor da Lei que cria o Dia Nacional de Combate à Intolerância Religiosa.

## Controvérsias
No dia 17 de junho 2025, o Metrópoles apurou que Daniel Almeida apresentou emendas que beneficiaram a Contag a promover o descontos ilegais, redigidas pela própria Confederação, no esquema de fraudes no INSS.

## Obras Publicadas
- ALMEIDA, Daniel Gomes de. Manual de Orientação sobre Mensalidades e Material Escolar, 1998.
- ALMEIDA, Daniel Gomes de. Brotas 2000 - Tributo a Castro Alves pelo Professor Cid Teixeira, 1998.
- ALMEIDA, Daniel Gomes de. Manual de Orientação do Consumidor de Serviços de Ensino, 2000.
- ALMEIDA, Daniel Gomes de. Manual do Consumidor - Edição Comemorativa aos 10 anos do Código de Defesa do Consumidor, 2000.
- ALMEIDA, Daniel Gomes de. Memória Popular: A Participação das Mulheres nas Lutas Populares em Salvador pela Sra. Ana Montenegro.
- ALMEIDA, Daniel Gomes de. Cartilha da Cidadania.
- ALMEIDA, Daniel Gomes de. Cartilha de Direitos e Deveres dos Presos.
- ALMEIDA, Daniel Gomes de. Cidade Repartida